# 木村一八のギリギリtwist and shut
木村一八のギリギリtwist and shut（きむらかずやのギリギリツイスト・アンド・シャウト）は、1986年10月6日から1987年10月9日までニッポン放送で放送されていたラジオ番組。
本番組スタート前に、同じ木村一八のパーソナリティでの前々身番組「俺が、木村一八だ」（おれがきむらかずやだ）、西川弘志と共演した前身番組「一八と弘志クン」（かずやとひろしクン）が同じ枠で放送されていた。本項ではこれら全てについて説明。

## 概要
1985年10月7日に『俺が、木村一八だ』のタイトルで、ニッポン放送の21:30頃の枠でスタート。この当初は月曜から金曜まで毎日5分の帯番組で、『島田紳助のおっと危ない!東京ばくだん小僧』の中の箱番組として放送されていた。
1986年4月7日に西川弘志を共演者として『一八と弘志クン』としてリニューアル。横山やすしの息子の一八と西川きよしの息子の弘志の、やすきよの息子同士という番組になった。放送時間も月曜から金曜まで21:50からの毎日10分に拡大（単独番組として放送）。この時から三菱重工の一社提供番組となり、三菱重工が販売するエアコンの製品ブランドに因み「ビーバーヤング」のサブタイトルが付く。
1986年10月6日より再び木村の単独番組となって『木村一八のギリギリtwist and shut』に改題してリニューアル。この時より、ビートルズの曲『ツイスト・アンド・シャウト』が番組テーマ曲となった。1986年10月から1987年3月までの間は、再び放送が21:30頃の帯枠（毎日10分）となって『小倉久寛のオグラでオグラだ!』の箱番組として放送され、1987年4月6日からは再び21:50からの単独番組となる。言いたい放題のフリートークが売り物と言われていた。
『俺が、木村一八だ』から『一八と弘志クン』までの間は、藤井青銅が番組構成を務めていた。

## 放送時間
（ニッポン放送での放送時間）
俺が、木村一八だ
- 月曜 - 金曜 21:30頃 - 21:35頃 （1985年10月7日 - 1986年4月4日）
  - 『島田紳助のおっと危ない!東京ばくだん小僧』内の箱番組として放送

一八と弘志クン
- 月曜 - 金曜 21:50 - 22:00 （1986年4月7日 - 1986年10月3日）

木村一八のギリギリtwist and shut
- 月曜 - 木曜 21:30頃 - 21:40頃 （1986年10月6日 - 1987年4月2日）
  - 『小倉久寛のオグラでオグラだ!』内の箱番組として放送
- 月曜 - 金曜 21:50 - 22:00 （1987年4月6日 - 1987年10月9日）

## ネット局
- CBCラジオ：月 - 金 22:13 - 22:23
  - 『小堀勝啓のわ!Wide とにかく今夜がパラダイス』の箱番組として放送。
- MBSラジオ：月 - 金 21:40 - 21:50
  - MBSでは、1986年4月から1986年9月の間は『毎日放送ダイナミックナイター』の月曜の中継カードが無い時に限り、『ミュージックスタジアム9』月曜日（21:05 - 21:40）の枠で『俺が、木村一八だ』を集中放送していた。

## CBC『わ!WIDE』内での放送
CBCラジオは当時の若者向け夜ワイド番組『小堀勝啓のわ!Wide とにかく今夜がパラダイス』の中で22:13頃から放送。『わ!WIDE』では、この直前の時間に「木村一八（の前）のコーナー」を放送。当コーナーは木村に関する内容のハガキを1枚読み、トークをした後で、当番組を放送した。最初は『俺が、木村一八だ』を放送していた頃に、5分間という短さに「自己紹介みたい」という評判が立ったため、自己紹介的なハガキのネタを紹介するコーナーだったが、木村の言動に対しての印象度やタレントとしての評価によって、そのハガキの内容が次第に過激化していき、木村を弄ったり揶揄したりの内容が大多数を占めるようになった。中には「一八のようなご立派な奴の番組のスポンサーをやるとはさすがですね」などと提供スポンサーの三菱重工を持ち上げるネタがあり、中には揶揄要素のない内容や木村に関する普通の質問に対しても小堀勝啓が木村を弄ってい揶揄したりする様なトークで答えた。
月刊『ラジオパラダイス』誌上では当番組より、当コーナーの方が大きく特集されたことがあった。木村もこのコーナーの評判を聞いたことがあった様で、小堀の元へ電話を入れたことがあったと言う。そのため、いよいよ木村と小堀の全面対決か？！と噂されたが、当番組の終了で立ち消えとなった。